# 多賀宮
多賀宮（たかのみや）は三重県伊勢市豊川町にある外宮（豊受大神宮）の境内別宮である。
第62回神宮式年遷宮（2013年）では、別宮の中では荒祭宮に次いで10月13日に遷御が行われた。

## 概要

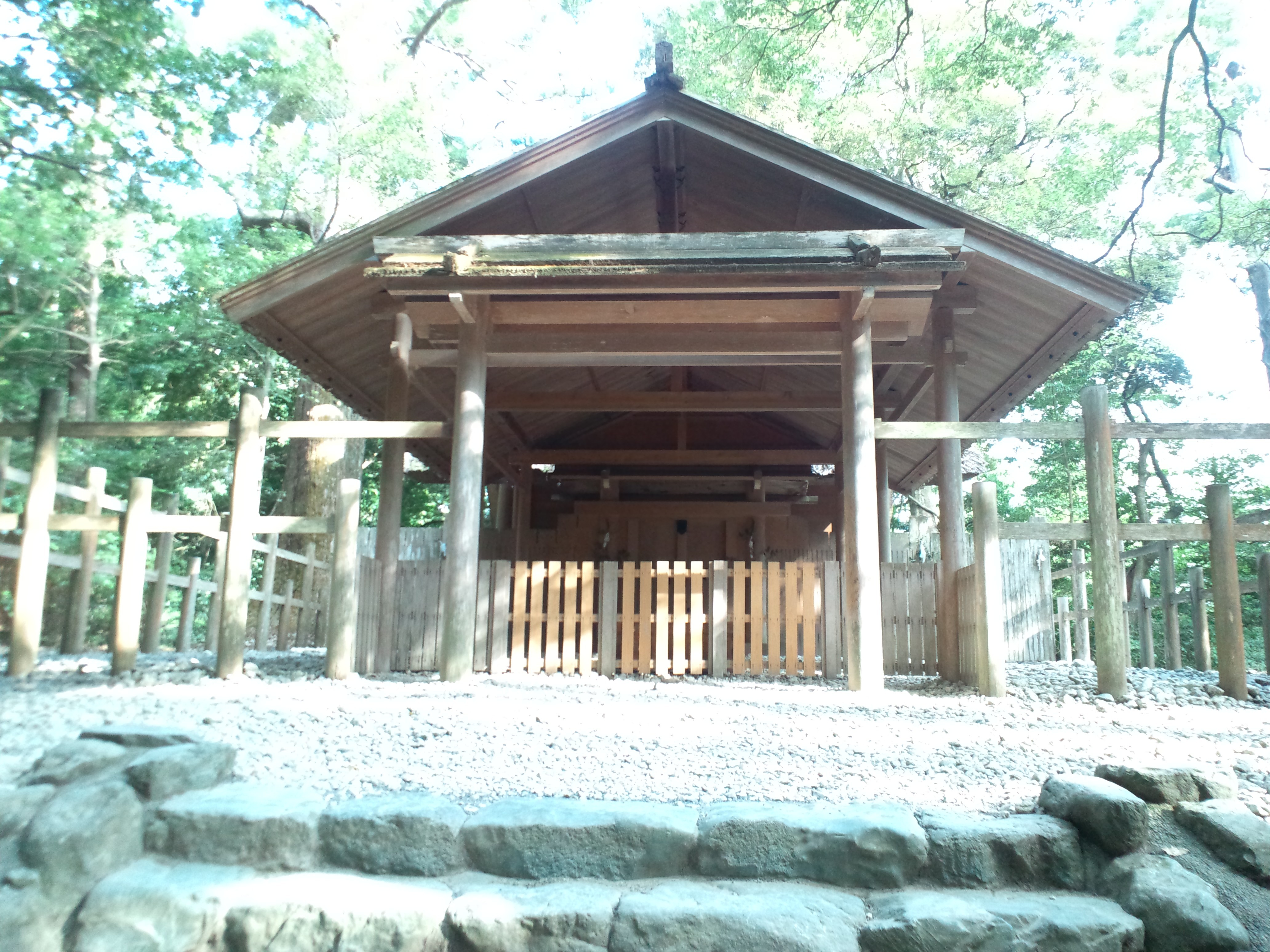
拝殿

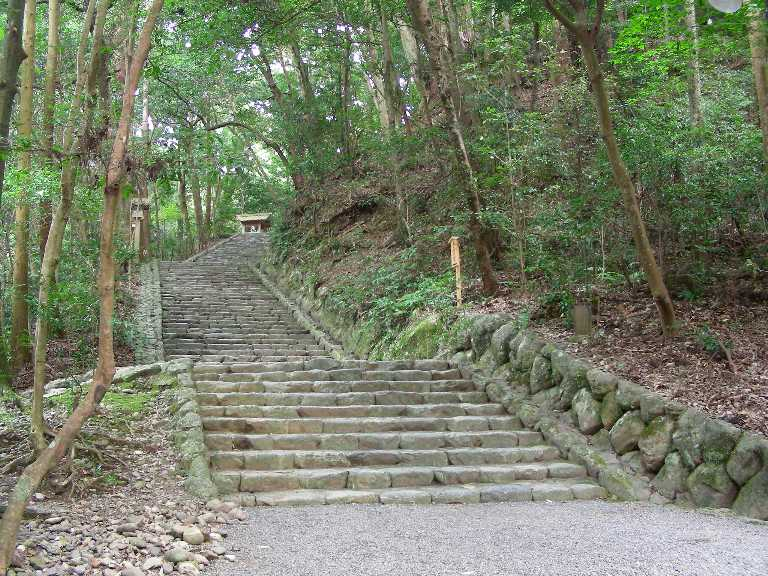
多賀宮への石段

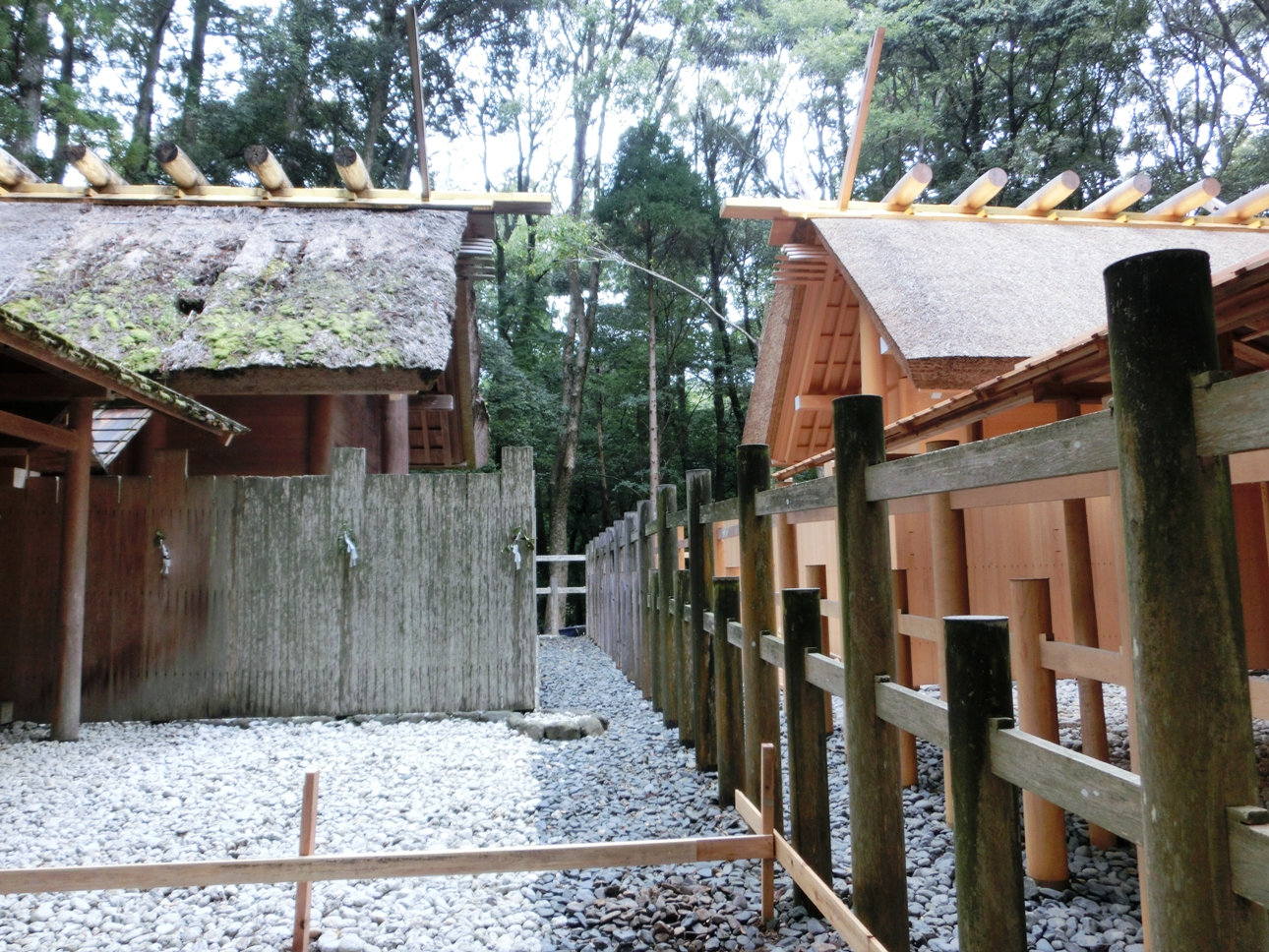
式年遷宮により建てられた新社殿と旧社殿

多賀宮（たかのみや）は外宮正宮南方の檜尾山（ひのきおやま）にある。別宮とは「わけみや」の意味で、正宮に次ぎ尊いとされる。
外宮の別宮は多賀宮のほか、境内に土宮（つちのみや）と風宮（かぜのみや）、境外に月夜見宮（つきよみのみや）があるが（合計四所）、多賀宮がもっとも古く、外宮の4別宮のうち、『止由気宮儀式帳』（804年）と『延喜式神名帳』に記載されているのは多賀宮のみである。祭神が外宮の祭神の豊受大御神の荒魂である豊受大御神荒魂（とようけのおおみかみのあらみたま）であることから、4別宮の中で最高位とされる。
正宮前の池の横の亀石を過ぎ、土宮と風宮の間にある石段を98段登った丘の上に多賀宮がある。亀石は高倉山の天岩戸の入り口の岩を運んだと伝えられている。多賀宮の前の参道には、寝地蔵さんと呼ばれる、地蔵菩薩のように見える石がある。
足腰が悪く丘の上に登れない者のために、麓の池のほとりに多賀宮遥拝所が設けられている。
内宮の荒祭宮、外宮の多賀宮とも、神宮第一の別宮（荒魂）には双方とも鳥居がない。詳しい理由は不明。

## 祭神
- 豊受大御神荒魂（とようけのおおみかみのあらみたま）[11][12]。

『倭姫命世記』『天照坐伊勢二所皇太神宮御鎮座次第記』『伊勢二所皇太神宮御鎮座伝記』では豊受大神荒魂の別名として、黄泉から戻ってきた伊弉諾尊の禊で誕生した伊吹戸主（祓戸大神）、または伊吹戸主神の別名として神直毘神とする（禊祓と三貴子の誕生）。

## 歴史
由緒は定かではないが、雄略天皇22年（478年）の外宮創祀と同時に創建されたと伝えられている。
神宮ではおおむね高宮（たかのみや）と呼称されていたが、明治以降は『延喜大神宮式』を基準としたため『高宮』の表記は廃止され、多賀宮のみの標記となった。縁起のよい字を当て多賀宮（たかのみや）になったともいう。従って多賀大社（こちらは「たが」と濁って読む）やその祭神である伊邪那岐命・伊邪那美命とは関係がない。ただし豊受大神荒魂（多賀宮祭神）は伊弉諾命が禊祓した際に誕生した伊吹戸主の別名ともされる。
多賀宮専用の忌火屋殿があったが、明治に廃止された。第二次世界大戦中の1945年（昭和20年）7月29日、宇治山田空襲により御階が燃えたものの、警備隊が体をこすりつけて消火し、社殿は無事であった。

## 祭事
外宮正宮に準じた祭事が行なわれ、祈年祭、月次祭、神嘗祭、新嘗祭の諸祭には皇室からの幣帛（へいはく）がある。皇室の勅使は正宮に続き、外宮の別宮のうち多賀宮のみに参行する。この待遇は、内宮の荒祭宮と同様である。

## 社殿
多賀宮の社殿は外宮に準じ外削ぎの千木と、5本で奇数の鰹木を持つ萱葺の神明造で南面している。遷宮のための古殿地（新御敷地）は東西に隣接している。

## 交通
- 最寄駅：JR参宮線・近鉄伊勢市駅から徒歩約12分。
- 最寄バス停：三重交通外宮前バス停下車徒歩約5分。
- 最寄インターチェンジ：伊勢自動車道伊勢西インターチェンジから約2km。
- 駐車場：無料駐車場がある。

## 参考資料
- 『お伊勢まいり』（発行：伊勢神宮崇敬会）
- 上田正昭ほか「別宮の祭祀」『神宮の展開　伊勢の大神』筑摩書房、1988年11月。ISBN 4-480-85469-X。
- 『宇治山田市史　上巻』（宇治山田市役所編、昭和4年発行、昭和63年復刻、国書刊行会発行）
- こほりくにを、日竎貞夫『伊勢神宮』保育社〈カラーブックス890〉、1996年8月。ISBN 4-586-50890-6。
- 神宮禰宜桜井勝之進「五　度会の神々」『伊勢神宮』学生社〈日本の神社〉、1988年5月。ISBN 4-311-40704-1。
- 矢野憲一『伊勢神宮　知られざる杜のうち』角川書店〈角川選書402〉、2006年11月。ISBN 4-04-703402-9。

- 国立国会図書館デジタルコレクション - 国立国会図書館
  - 伊勢新聞社編『伊勢年鑑.昭和17年』伊勢新聞社、1941年10月。
  - 皇国敬神会 編「神宮(内宮、外宮)」『全国有名神社御写真帖』皇国敬神会、1922年12月。
  - 神宮司庁編『神宮便覧』中央公論社、1925年3月。
  - 神宮司庁編『神宮便覧』中央公論社、1928年10月。
  - 神宮司庁編『大神宮叢書. 第3 後篇』西濃印刷岐阜支店、1936年11月。
  - 中村徳五郎「第三節　相殿及び別宮」『皇大神宮史』弘道閣、1921年7月。
  - 経済雑誌社編「倭姫命世紀」『国史大系.第7巻』経済雑誌社、1898年8月。
  - 日本旅行協會編纂『伊勢参宮案内』日本旅行協会、1930年2月。
  - 広池千九郎「第二十章　別宮并に摂社及び末社」『伊勢神宮と我国体』日月社、1915年9月。
  - 平凡社 編『神道大辞典　第一巻』平凡社、1937年7月。
  - 平凡社 編『神道大辞典　第二巻』平凡社、1939年6月。
  - 平凡社 編『神道大辞典　第三巻』平凡社、1940年9月。